# Sierra (nome)
Sierra  è un nome proprio di persona inglese femminile.

## Varianti
- Femminili: Ceara[1], Cearra[1], Ciera[1], Cierra[1], Ciara[1]

## Origine e diffusione

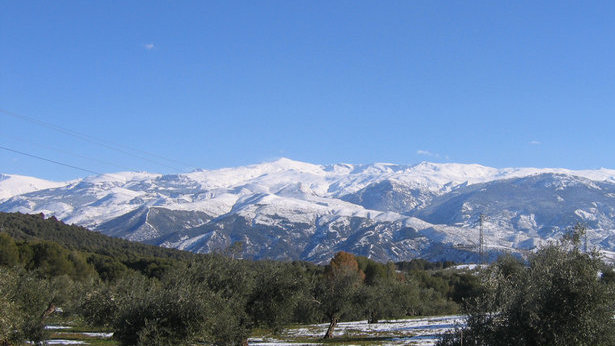
La Sierra Nevada, in Spagna

Si tratta di un nome moderno, attestato dal XIX secolo; riprende il termine spagnolo sierra (a sua volta dal latino serra, da cui viene anche il nome Montserrat) che, dall'originale significato di "sega", è passato ad indicare una catena montuosa dalle cime frastagliate.
Nel tardo Novecento, il nome ha sviluppato un'ampia gamma di varianti che assomigliano al nome irlandese Ciara, forse in parte diffusesi grazie ad una linea di profumi lanciata da Revlon nel 1973.

## Onomastico
Il nome è adespota in quanto privo di una santa patrona. L'onomastico si può festeggiare il 1º novembre, per la festa di Ognissanti.

## Persone

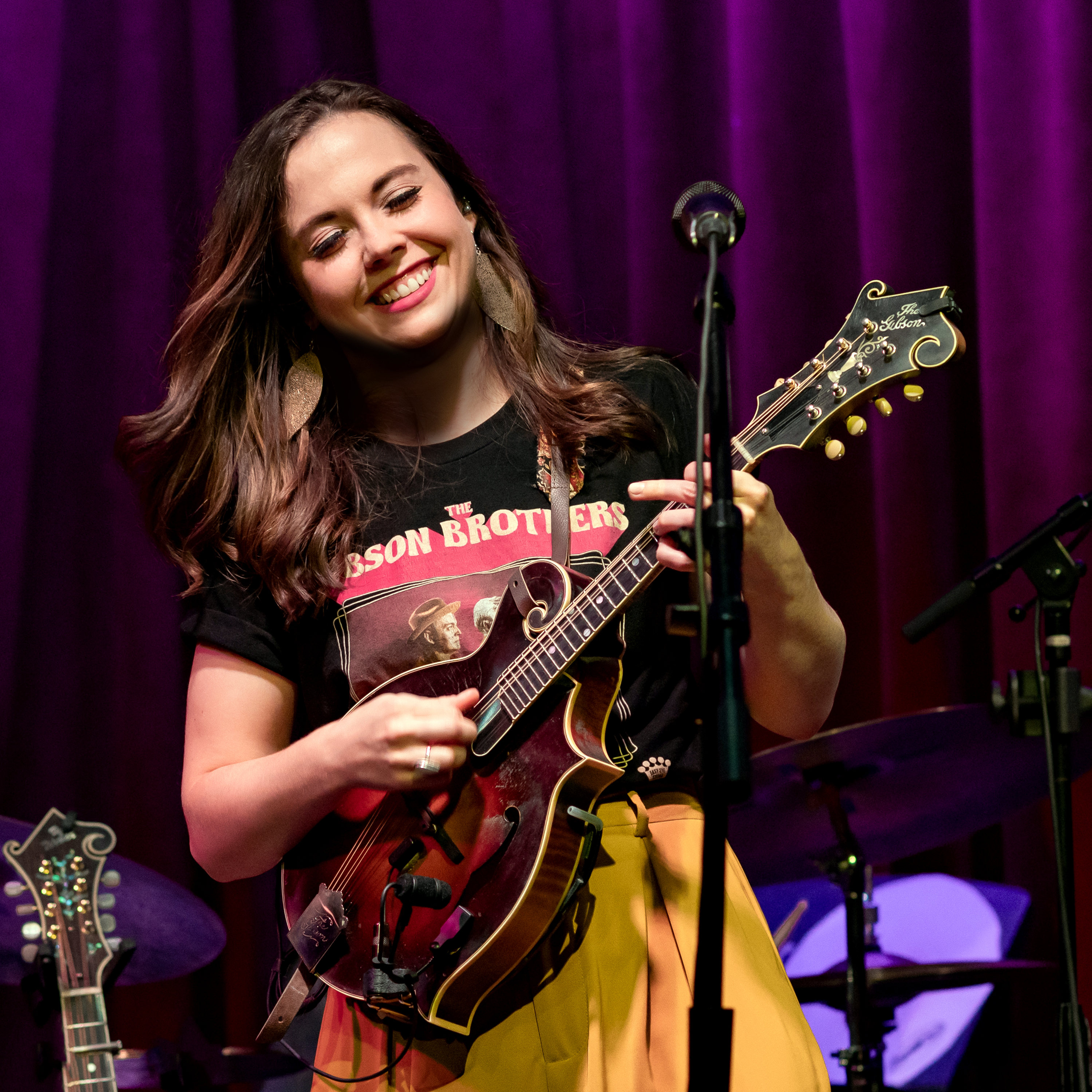
Sierra Hull

- Sierra Boggess, attrice, cantante e soprano statunitense
- Sierra Hull, cantante statunitense
- Sierra McCormick, attrice statunitense

## Il nome nelle arti
- Sierra è un personaggio della serie animata A tutto reality.